# 北村季晴
北村 季晴（きたむら すえはる、1872年5月22日（明治5年4月16日） - 1931年（昭和6年）6月17日）は、明治・大正期日本の作曲家、作詞家、演出家。東京府銀座出身。

## 経歴
明治5年4月16日（西暦1872年5月22日）、東京府銀座（東京市京橋区を経て現在の東京都中央区）に漢学者で14代将軍・徳川家茂の侍講を務めた北村季林・鉞夫妻の一子として生まれた。江戸時代前期の国文学者・北村季吟は7代前の先祖で、季晴は季吟から見て仍孫（じょうそん）に当たる。
父と親交のあったジェームス・カーティス・ヘボンが開設したヘボン塾の後身であるジョン・C・バラの築地大学校で学ぶ。その後、ヘボンが開校した明治学院に入学し、同級生となった島崎藤村と親交を結ぶが季晴に音楽の才能を見出したヘボンの薦めもあり学院を中退。東京音楽学校師範部へ進み、田中正平に師事する。東京音楽学校では全員でコーラスや合奏があるため三十人位の全校生徒は兄弟のように親しかった。二級上には依田弁之助がいた。一級上には橘糸重、同期には島崎赤太郎、二級下には吉田信太がいた。
卒業後は父の季林が経営していた私塾の向南学校を手伝っていたが、同校は1895年（明治28年）に季林の急逝を受けて閉校した。東京音楽学校の後輩に誘われて青森県師範学校の音楽教諭となった後に長野県師範学校（信州大学教育学部の前身）の教諭を務めていた依田弁之助の誘いを受けて同校へ赴任し、1900年（明治33年）に浅井洌が作詞した地理唱歌「信濃の国」に曲を付ける。季晴が付けた曲は2年前に依田が作曲したものに代わって好評を博し、1968年（昭和43年）の正式な県歌としての制定を経て現在に至るまで長野県全域で愛唱され続けている。
1901年（明治34年）に長野県師範学校を退任し、三越呉服店音楽部主任となった。季晴の作詞・作曲・演出で1905年（明治38年）に歌舞伎座で弥生狂言の中幕として演じられた『露営の夢』は、日本人の手になるものとしては最初の本格的な歌劇とされている。1909年（明治42年）に独立して北村音楽協会を立ち上げるが、同時期に母校の東京音楽学校から邦楽調査掛員に任命され邦楽の採譜を精力的に行った。1912年（明治45年）、歌舞伎座で自ら作詞・作曲・演出を手掛けた歌劇『ドンブラコ』を妻の初子と演じる。この『ドンブラコ』は、1914年（大正3年）に発足した宝塚少女歌劇の第1回演目となった。1927年（昭和2年）、北村児童歌劇協会を設立。
1931年（昭和6年）6月17日没。享年60（満59歳没）。墓所は東京都台東区谷中の瑞輪寺境内。

## 作品
特に注記がない場合は本人が作詞も行っている。

### 唱歌
- 梅散る里
- 故郷の夢
- 信濃の国（作詞：浅井洌）
- 汽車の旅（作詞：吉丸一昌）
- つばめ（作詞：吉丸一昌）
- 周東の地（作詞：瀬尾武次郎）
- 鈴虫の鈴（作詞：野口雨情）
- ワシントン（作詞者不詳）
- 魔風恋風の歌（作詞者不詳）
- 福井県立小浜水産高等学校校歌（作詞：沼波武夫）
- 東京都立小石川中等教育学校（旧東京府立第五中学校）校歌（作詞：伊藤長七）
- 陸奥の花（作詞：大和田健樹）（八甲田山雪中行軍遭難事件を題材としたもの）

### 歌劇
- 須磨の曲(叙事唱歌、第1編) 共益商社書店　1904年 NCID BA37524669
- 離れ小島(叙事唱歌、第2編) 共益商社書店　1904年 NCID BA37524625
- 露営の夢(叙事唱歌、第3編) 共益商社書店　1904年 NCID BA37524680
- 『御伽歌劇ドンブラコ（桃太郎） 』 共益商社書店　1912年

## 著書
- 北村季晴・浅井洌・内田慶三『信濃唱歌』上原書店 1901
- 『長唄樂譜』全9編　共益商社楽器店　1901-1907 NCID BA23635537
- 北村季晴・北村初子『新選ヴァイオリン曲集 第1編』共益商社楽器店 1908
- 大和田建樹校閲・宮本右次校閲・宮川鶯渓作歌・北村季晴作曲『上田周遊唱歌』信濃週報社　1908
- 『中等音楽教科書』全4巻　共益商社楽器店　1908-1910 NCID BA33227606
- 『邦楽全集.第１-６編』共益商社楽器店、1909-1910。
- 村松清陰作歌・北村季晴作曲『乃木大将唱歌武士道の華』 三盟舎書店　1912
- 『ヴァイオリンの弾き方と扱ひ方』 弘楽社　1925
- 『実用ヴァイオリン教本』 弘楽社　1926